# Fedor Kromer
Fedor Kromer (30. prosince 1819 – 5. září 1871 Cheb) byl rakouský soudce a politik německé národnosti z Čech, během revolučního roku 1848 poslanec Říšského sněmu.

## Biografie
Roku 1849 se uvádí jako auskultant zemského soudu. Později byl prezidentem zemského soudu v Chebu. Do této funkce byl jmenován na přelomu června a července 1871. Předtím zastával post rady vrchního zemského soudu v Praze.
Během revolučního roku 1848 se zapojil do veřejného dění. Ve volbách roku 1848 byl zvolen na ústavodárný Říšský sněm. Zastupoval volební obvod Česká Kamenice. Tehdy se uváděl coby auskultant zemského soudu. Řadil se k sněmovní levici.
Zemřel v září 1871 ve věku 52 let.